# Carisolv tömés
A Carisolv tömés a fogszuvasodás kezelésére kidolgozott újszerű fogászati beavatkozás. Lényege, hogy a szuvas fogszövetet nem fúrással távolítják el, hanem egy hatóanyag segítségével feloldják, majd a teljesen felpuhult szövetet egy speciális műszerrel kikaparják. 

## Leírása

### A Carisolv gél
A Carisolv gél lisyne, leucin, glutaminsav, valamint nátrium-hipoklorit elegye, melyek közül az enzimek jelenléte meghatározó a szuvas dentin oldásában.
A hatóanyagot tartalmazó kétkomponensű anyag piros, illetve újabban színtelen változatban is készül. A két komponens összekeverése után válik aktívvá a gél, mely ezután pár óra alatt elveszíti hatékonyságát.

### Hatásmechanizmusa
Hatását csak a szuvas, tehát demineralizált dentinre fejti ki a denaturált kollagén feloldása révén. A vegyi folyamat mintegy 5 percet vesz igénybe, amely után a felpuhult massza speciális Carisolv műszerekkel kikaparható a kavitásból. A Carisolv műszerek sajátossága, hogy nem tartalmaznak éles felületeket, vágóéleket, így a beteg fogszövet eltávolítása kíméletes, nemcsak a fájdalom, de az ép dentin védelmének szempontjából is.
Az eljárás különösen nagy jelentőséggel bír azon esetekben amikor a szuvasodott dentin igen mélyen, a pulpa közelében végződik, így a fúrással történő eltávolítás nagy eséllyel gyökérkezeléssel járna. Indikációi közül fontos megemlíteni az érzéstelenítőre való allergia meglétét, terhesek, szoptatós anyák fogellátását, akiknél az injekciós érzéstelenítés nem, vagy csak korlátozottan alkalmazható. A Carisolv a legtöbb esetben használható, ha szuvas rész van jelen, mégis talán a következő három alkalmazással adja a legjobb eredményeket: gyökér szuvasodásnál, mély kavitás esetén és kisgyermekek szuvas fogainak kezelésénél. Mivel a Carisolv csökkenti a véletlen pulpa feltárás kockázatát és minimalizálja a kezelés utáni komplikációkat, használata fájdalommentes és hangtalan, ezért a modern fogászat egyik mérföldköve lehet.

### A tömés
A szuvas dentin Carisolv zselével végzett eltávolítása után a kitisztított kavitást hagyományos módon, általában adhezív módszerrel, fotopolimerizációs tömőanyaggal építik fel. A ragasztási eljárásnak köszönhetően nincs szükség sem mechanikus retenció létrehozására, sem szabályos üregforma kialakítására, így a fúróhasználat elkerülhető.   

## Története
A Carisolv a Mediteam (Göteborg) által kifejlesztett enzim tartalmú zselé, mely képes a szuvasodott dentin oldására.  A sokak által tisztító zselének nevezett anyag 1997 óta áll a fogorvosok rendelkezésére Svédországban. Azóta több mint száz tanulmány, tudományos értekezés és még több újságcikk íródott hatékonyságáról és biztonságos kezelhetőségéről. Magyarországon az ezredforduló óta elérhető a szakemberek számára.

## Képek
- Képek